# Poughita
La poughita és un mineral de la classe dels òxids. Anomenada així l'any 1968 per Richard Venable Gaines en honor de Frederick Harvey Pough, mineralogista nord-americà, conservador del Museu Americà d'Història Natural, director del Museu d'Història Natural de Santa Barbara i autor de A Field Guide to Rocks and Minerals (Guia de Camp de Roques i Minerals).

## Característiques
La poughita és un òxid de fórmula química Fe₂3+(TeO₃)₂(SO₄)(H₂O)₂·H₂O. Cristal·litza en el sistema ortoròmbic.
Segons la classificació de Nickel-Strunz, la poughita pertany a «04.JN - Tel·lurits amb anions addicionals, amb H₂O» juntament amb els següents minerals: sonoraïta, eztlita, cesbronita, oboyerita i juabita.

## Formació i jaciments
Es forma com a producte d'alteració de la pirita en la zona d'oxidació de dipòsits hidrotermals d'Au-Te. S'ha trobat associada a pirita, emmonsita, jarosita, limonita, quars (mina Moctezuma, Mèxic); mandarinoïta (mina El Plomo, Hondures).